# Lotzorai
Lotzorai es un municipio de Italia de 2.205 habitantes en la provincia de Nuoro, región de Cerdeña.

## Evolución demográfica
| Gráfica de evolución demográfica de Lotzorai entre 1861 y 2001 |
|                                                                |
| Fuente ISTAT - Elaboración gráfica de Wikipedia                |

## Galería fotográfica

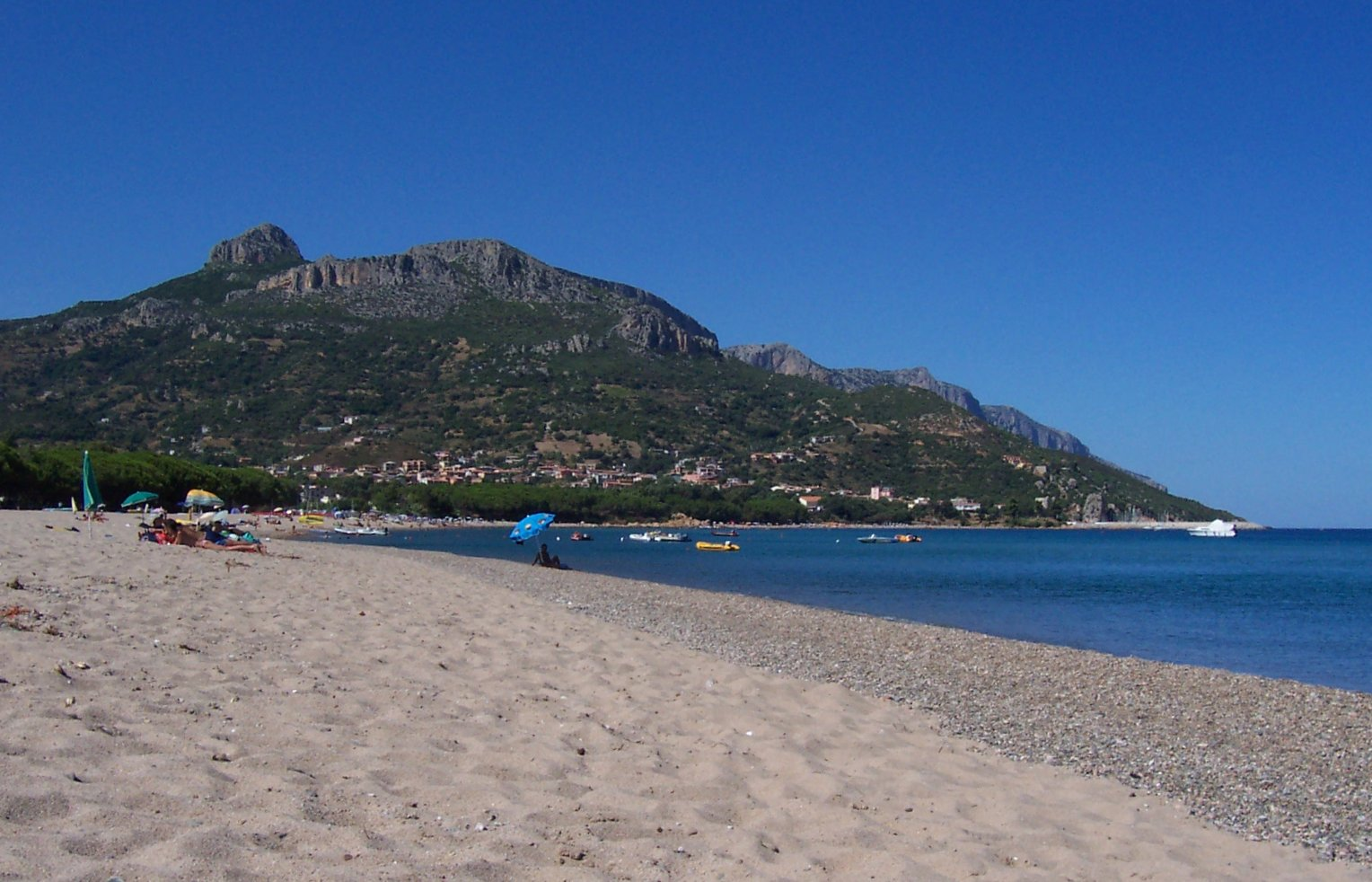
Playa de Tancau.
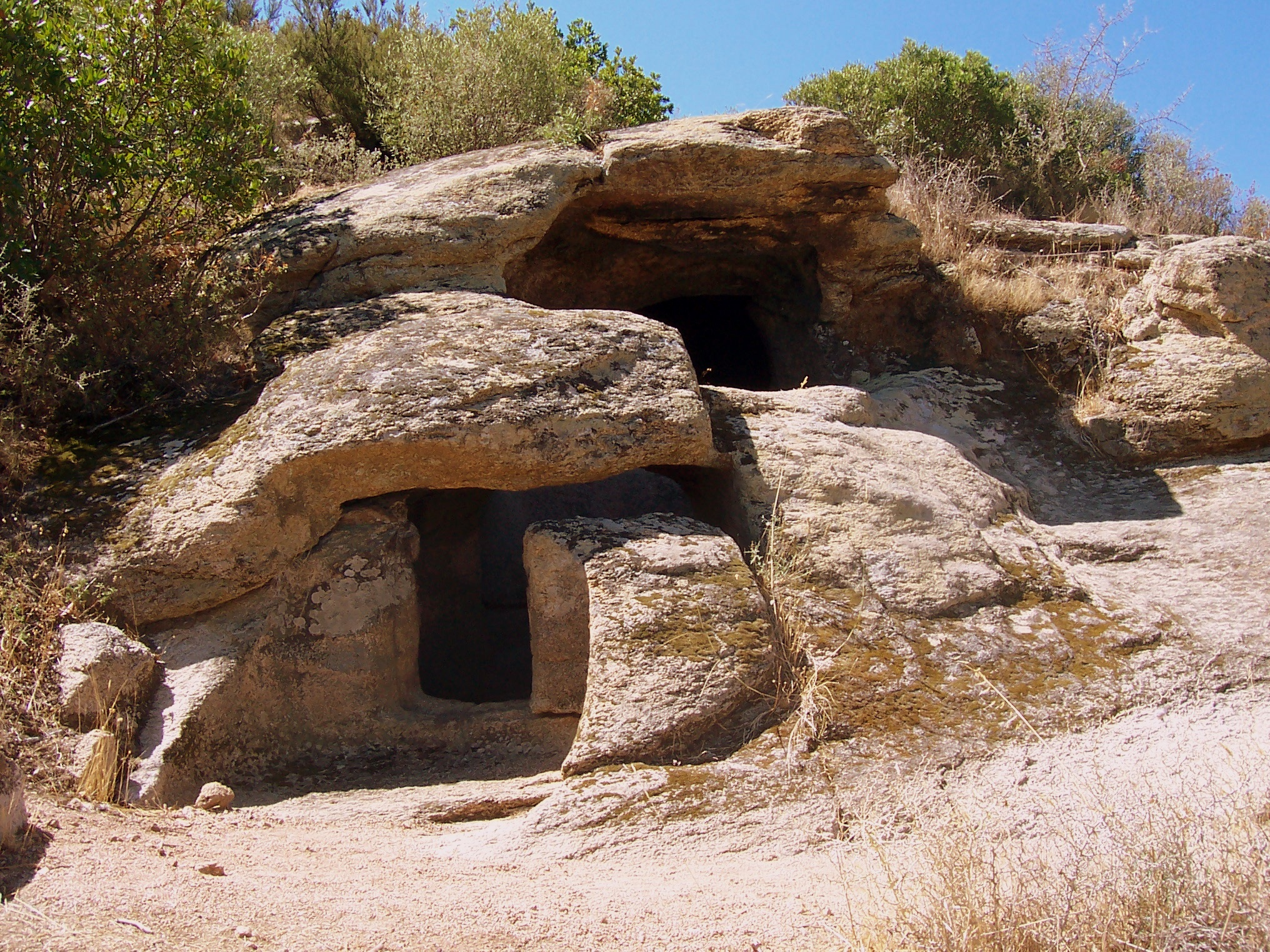
Domus de janas en la necrópolis nurágica.
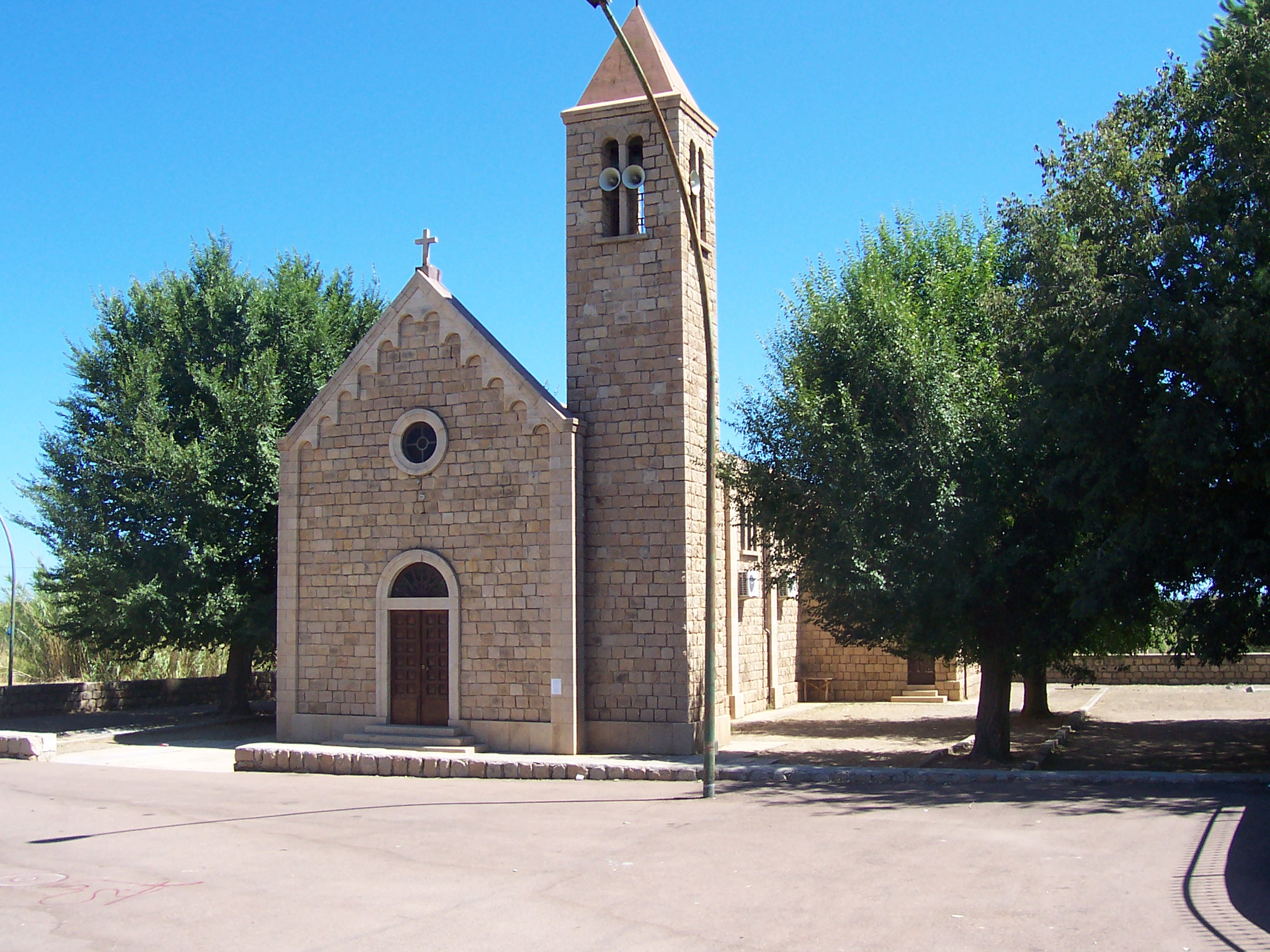
Iglesia de Santa Bárbara en la fracción de Donigala.